# Palais du Champ de Mars
Le palais du Champ de Mars était une halle d'exposition édifiée dans les années 1930, avenue Jean-Claude-Bonduelle, à Nantes, en France et démolie à la fin des années 1980.

## Historique
En 1935, un aménagement de l'ancien Champ de Mars, situé à l'est de l'île Gloriette, figure au programme de la municipalité nantaise. Celui-ci prévoit la démolition des équipements en place sur le site en 1937 : un « parc des sports » (situé à l'emplacement de l'actuelle cité des Congrès) et un grand « marché au légumes » situé parallèlement à la rue de Mayence. Ce dernier bâtiment en bois construit en 1903, outre son activité commerciale, avait également pour vocation d'accueillir des congrès ou des expositions, dont la foire de Nantes qui, dès 1927, connut un rapide succès.
C'est à l'emplacement de ce grand marché que l'on édifie une vaste bâtiment en béton armé dont la construction est confiée à l’entreprise Limouzin qui réalise une véritable prouesse technique. L’achèvement du chantier prévu pour le 31 décembre 1937, nécessita 90 000 journées d’ouvriers. Le Palais fut inauguré le 14 septembre 1938 à l’occasion du 9e congrès international du dahlia.
Outre le marché au gros de légumes qui s'y tenait chaque matin, le palais du Champ de Mars accueille aussi dès son inauguration la poissonnerie municipale,. Il reçoit également de nombreuses grandes manifestations, des concerts, des meeting politiques, des foires commerciales, mais aussi des manifestations sportives (comme des matchs de handball avec Laëtitia ou de basket-ball avec l'ABC Nantes). On y organise aussi les deux premières éditions des Floralies internationales (en 1956 et 1963), ainsi que des spectacles d'Holiday on Ice.
Cependant, l'inauguration en 1969, du marché d'intérêt national (MIN) à l'ouest de l'île de Nantes et du parc des expositions de la Beaujoire dans le quartier homonyme, marque un tournant dans l'histoire du palais qui n'est plus utilisé que pour des rencontres sportives jusqu'à la construction du palais des sports de Beaulieu en 1973.
Le palais du champ de Mars est finalement livré aux démolisseurs en 1988 pour laisser la place à l'immeuble abritant le siège social du CIC Ouest inauguré en 1991.

## Architecture
Le bâtiment en béton armé, long de 150 mètres sur 40 de large et 20 de haut, était surmonté d'un étage. Édifié sur un terrain fait d’alluvions et de remblais, il reposait sur 225 pieux de 25 à 30 mètres également en béton armé moulés d’avance. Sa construction nécessita 3 700 tonnes de ciment, 6 700 m3 de béton, 850 tonnes d’acier et 2 000 m2 de baies vitrées.
L'intérieur de l'édifice se composait :
- d'un rez-de-chaussée utilisé comme entrepôts, garages et ateliers ;
- d'une partie supérieure avec une grande halle d'exposition de plus de 30 000 m2, rendue accessible par deux grands escaliers centraux menant à l'entrée principale (orientée à l'est) ainsi que deux rampes d'accès pour véhicules situées aux deux extrémités de la structure. La partie centrale de cette grande salle était constituée d'un parquet équivalent à environ deux terrains et demi de handball. Le terrain sud constituait l'enceinte principale, entouré de grandes tribunes de bois ; le terrain nord était dégagé et servait de lieu d'échauffement. Le palais pouvait accueillir 10 000 spectateurs[7].